# Wakefield (priimek)
Wakefield je priimek več znanih ljudi:
- Andrew Wakefield, britanski kirurg
- Edward Gibbon Wakefield, angleški politik in ekonomist
- Hubert S. Wakefield, južnoafriški general
- Norman Arthur Wakefield, avstralski učitelj in prirodoslovec
- Rhys Wakefield, avstralski igralec